# Joan Martí i Alanis
Joan Martí i Alanis (El Milà, 29 november 1928 - Barcelona, 11 oktober 2009) was bisschop van Urgell en derhalve voormalig co-vorst van Andorra. Hij was bisschop van Urgell van 1971 tot 2003. Samen met de Franse president François Mitterrand ondertekende hij ook de nieuwe grondwet van Andorra in 1993. In 2003 werd hij opgevolgd door Joan Enric Vives i Sicília.